# Abrochia julumito
Abrochia julumito là một loài bướm đêm thuộc phân họ Arctiinae, họ Erebidae.